# August Benckiser
August Benckiser (* 4. Mai 1820 in Pforzheim; † 14. August 1894 ebenda; vollständiger Name: August Theodor Benckiser) war ein deutscher Maschinenbauingenieur und Unternehmer.

## Leben
August Benckiser war der Sohn des Kaufmanns Christian Eberhard Benckiser (1779–1855) aus Pforzheim und dessen Ehefrau Luise Friederike Sophie Benckiser geb. Boley (1795–1868) aus Neuenbürg. Benckiser heiratete am 23. November 1861 in Pforzheim Emilie Dennig (* 19. März 1839 in Pforzheim; † 11. Oktober 1917 in Stuttgart), die Tochter seines Freundes Karl August Dennig, Gold- und Silberwaren-Fabrikant in Pforzheim, und dessen Ehefrau Luise Amalie Dennig geb. Finkenstein. Das Ehepaar hatte vier Söhne und zwei Töchter. Seine Tochter Lilli Marie Emilie (1869–1961) heiratete Wilhelm von Kleydorff. 
Benckiser wurde nach dem Tod des Vaters (1855) gemeinsam mit seinem Bruder Moritz Eigentümer der Eisengießerei Gebr. Benckiser in Pforzheim. Sein Bruder schied allerdings einige Jahre später aus. Schon zu Lebzeiten des Vaters gliederte August Benckiser dem Familienbetrieb zusätzlich eine Brückenbau-Werkstatt an. 1851 wurde die erste freitragende Gitterträgerbrücke konstruiert und gebaut. Von 1869 bis 1871 war Carl Benz, von 1871 bis 1879 August Grün und von 1886 bis 1887 Paul Bilfinger Mitarbeiter der Eisenwerke und Maschinenfabrik Gebr. Benckiser.
Die von diesem Unternehmen hergestellten Straßen- und Eisenbahnbrücken machten es allmählich weltbekannt. Das Unternehmen baute zahlreiche Flussbrücken und mehrere Rheinbrücken, dazu Eisenbahnbrücken in Deutschland, der Schweiz und in Österreich, wie beispielsweise die Rheinbrücke Kehl und die Rheinbrücke Waldshut–Koblenz. Um 1890 wurde der Brückenbau eingestellt.
Im Jahr 1853 gründete Benckiser die Gasanstalt Pforzheim.
Benckiser wurde zum Multimillionär. Als er 1873 zur Kur in Kissingen war, wurde er auf das Rittergut Maßbach aufmerksam gemacht, den früheren Sitz der Herren von Maßbach, das er sechs Jahre später (1879) für 300.000 Mark kaufte. Nach zwölf weiteren Jahren (1891) verschenkte er das 400 Hektar große Gut mit Schloss (heute: Fränkisches Theater Schloss Maßbach), Wald und Feldbesitz an seinen Sohn August Benckiser (1863–1925). Fast zeitgleich schenkte er seinem zweiten Sohn Moritz das Schlossgut Thundorf.
Im Jahr 1888 übernahm Benckiser von seinem Schwiegervater Dennig den Buchenauerhof in Weiler, den dieser 1860 erworben hatte, und ließ anstelle eines abgebrannten Vorgängerbaus das heutige Herrenhaus erbauen.
Benckisers Onkel Johann Adam Benckiser war der Begründer des Chemiekonzerns Joh. A. Benckiser (heute:Reckitt).

## Ehrungen
Nach seiner Ehefrau Emilie Benckiser wurden in Pforzheim die Emilienstraße und der Emiliensteg über die Enz westlich der Goethebrücke benannt, nach August Benckiser die Benckiserstraße.